# Problema del infierno

El problema del infierno es un problema ético en diversas tradiciones religiosas como el cristianismo, el islam y el judaísmo, en las que la existencia del infierno (también conocido como Jahannam o Sheol) para el castigo de las almas se considera inconsistente con la noción de un ser supremo justo, omnipotente, omnibenevolente y omnisciente.  David Hume expone el problema así:
El castigo, sin ningún fin o propósito adecuado, es inconsistente con nuestras ideas de bondad y de justicia [...] El castigo de acuerdo con nuestra concepción debería ser proporcional a la ofensa. ¿Por qué entonces el eterno castigo por las ofensas temporales de una criatura tan frágil como los hombres?
El "Problema del Infierno" como problema ético, está dirigido a todas las religiones que creen en un infierno, y donde este es excesivamente cruel y sádico (tortura, dolor, fuego eterno, pena eterna) y son, por tanto, incompatibles con los conceptos como la justicia, la misericordia, y la bondad absoluta de Dios (nadie lo suficientemente cruel como para ejercer tales castigos puede tener las cualidades atribuidas a Dios). El problema del infierno gira en torno a cuatro puntos fundamentales: Dios existe, envía a las personas para allá, busca castigarlos por su desobediencia (todo pecado es desobediencia), no hay cómo escapar.
Los defensores de esta tesis suponen que cualquier dios capaz de condenar a sus hijos a la tortura no posee las cualidades de un padre, y que además, denota actitudes inhumanas como sadismo, crueldad, ferocidad, saña, perversión, revanchismo, falta de compasión, etc. Por lo tanto, "no se puede ser un padre amoroso y un sádico sediento de sangre al mismo tiempo".

Por tanto, así como la cizaña se recoge y se quema en el fuego, de la misma manera será en el fin del mundo. El Hijo del Hombre enviará a sus ángeles, y recogerán de su reino a todos los que son piedra de tropiezo y a los que hacen iniquidad; y los echarán en el horno de fuego; allí será el llanto y el crujir de dientes.
Evangelio de Mateo 13:40-42

Y al siervo inútil, echadlo en las tinieblas de afuera; allí será el llanto y el crujir de dientes.
Evangelio de Mateo 25:30

## La incompatibilidad del infierno

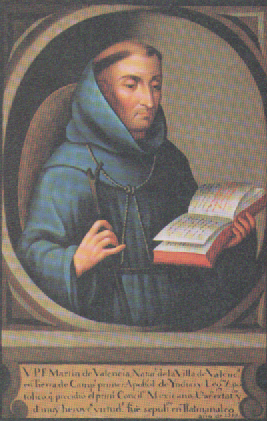
Durante el Medioevo se estableció que cualquier pecado, no importa cuán pequeño sea, ameritaba tormento sin fin.

Existen varias cuestiones importantes para el problema del infierno relacionadas con la incompatibilidad con supuestos tanto lógicos y teológicos: 
- La primera es si es compatible con la idea de Justicia.
- La segunda es si es compatible con la misericordia del Dios.
- Una tercera cuestión, respecto al cristianismo, gira en torno a si Dios piensa "restaurar todas las cosas" en el Apocalipsis.

Otras críticas a la doctrina del infierno se concentran sobre la intensidad o la eternidad de los tormentos.
Los argumentos a todas estas cuestiones entran en conflicto con las cualidades de un dios bueno: Si Dios es bueno, no deseará estos tormentos a sus hijos. Si Dios es misericordioso, encontrará el perdón. Si Dios es omnisciente, él sabe desde siempre quién va a ir al infierno y quién no. Si Dios es omnipotente, Él puede evitarlo, si no lo hace, es porque no quiere, y si no quiere evitarlo, entonces no es bueno, ni misericordioso, ni es Dios. Si Dios no puede evitarlo, entonces no es omnipotente. Si el pecado es finito, es injusto un castigo infinito.

## La divina misericordia

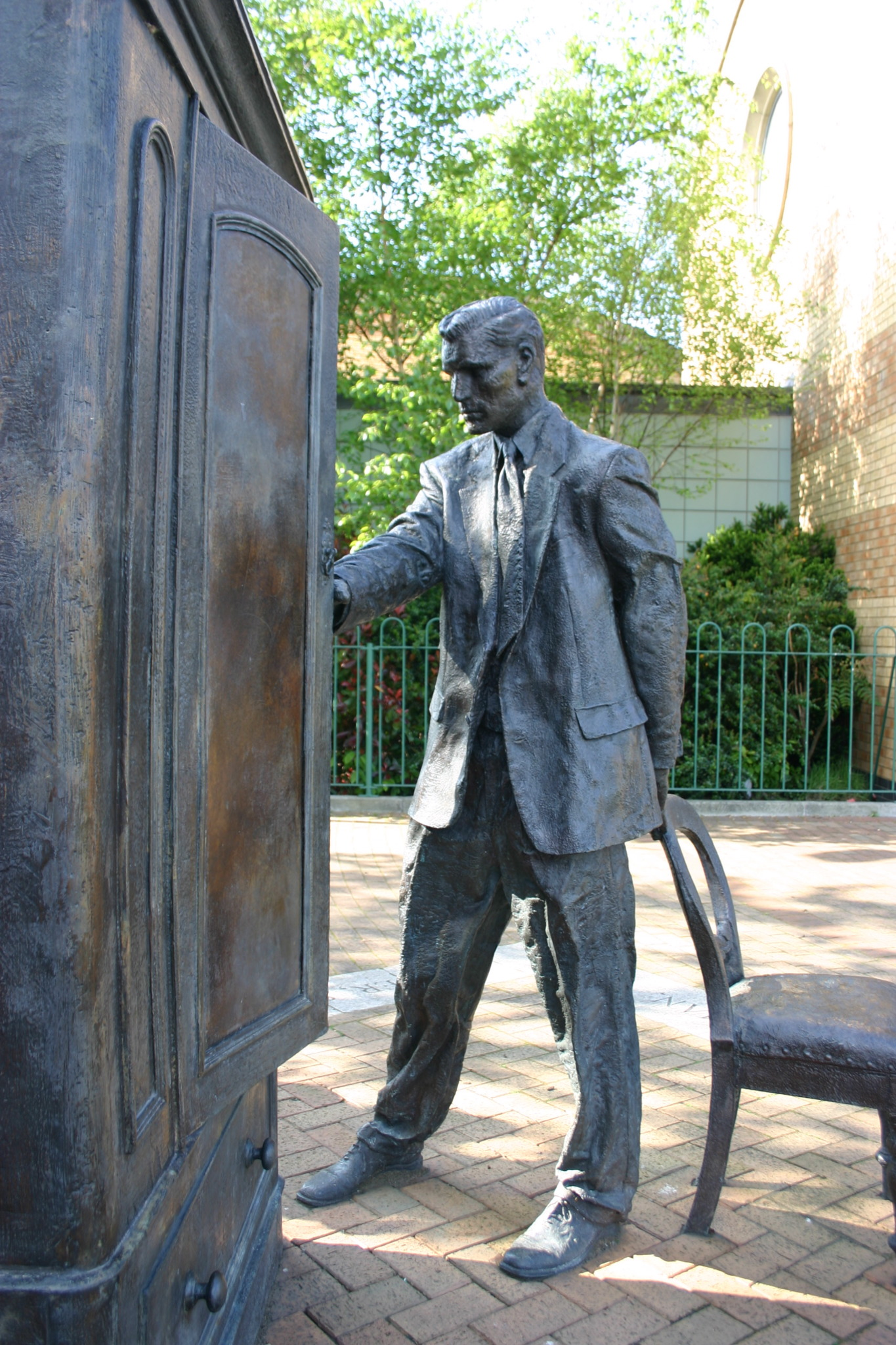
Para C.S. Lewis (El Problema del dolor, 1940) contrariar el sufrimiento del castigo de Dios es poner límites a su poder.

Sobre la cuestión de armonizar el infierno de fuego y tormento con el amor de Dios, y con su infinita misericordia. 
Tal como el problema del mal, los defensores argumentan que los tormentos del infierno son atribuibles a un defecto de la benevolencia de Dios, y tiene relación con la voluntad natural humana. A pesar de que un dios benevolente prefiere ver a todos salvados, el también hizo humanos defectuosos que son pecadores de nacimiento, y al ser omnisciente, sabe quiénes están destinados a ir o no al infierno, a menos que Él intervenga (cosa que podría hacer fácilmente).
Sobre el hecho de que Dios hace humanos destinados a desobedecerle, existe crueldad en el mismo hecho de saberlo, véase, pecado de omisión. ¿Por qué Dios hizo seres humanos defectuosos, propensos al pecado, para así poder condenarlos? Estas contradicciones tienen que ver con haberles proporcionado voluntad de desobedecer, conociendo lo que sufrirán por ello y por lo tanto permitiéndolo e incluso promoviéndolo. El hecho de que Dios es omnisapiente y de todas formas envía personas al infierno denota ensañamiento, revanchismo, preintención y voluntad manifiesta de causar dolor.
Los detractores de esta teoría argumentan esto como una opción permitida por Dios para que los que no quieran estar con el puedan hacerlo libremente (aunque de todas formas pagarían por ello). Esto último sirve a quienes postulan que esta no es verdadera libertad si por ella uno tiene que arder en el infierno. C.S. Lewis propuso en su libro El Gran Abismo que "hay apenas dos tipos de personas al final: las que dicen 'que se haga tu voluntad' y aquellas a quienes Dios dice 'Entonces bien, haz lo que quieras'" siendo el resultado de "haz lo que quieras" el fuego eterno.

## La responsabilidad (o irresponsabilidad) de Dios

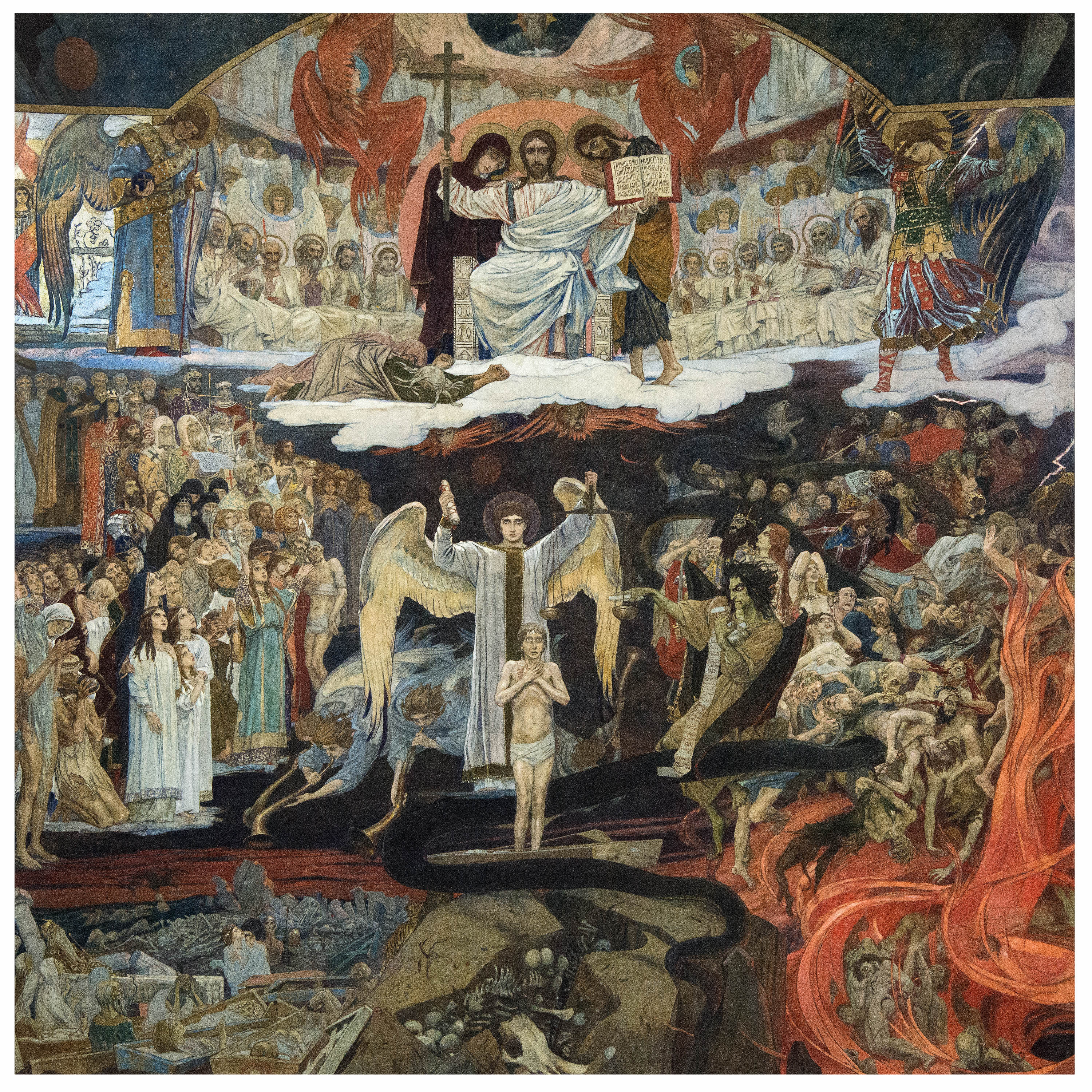
Mazmorra Maldita, de Víktor Vasnetsov, nos da una perspectiva del infierno, con Jesús sobre el.

Un problema permanece en torno a las teologías cristianas "Sobre la gracia de admitir que Dios podría convertir el corazón de cada pecador y todavía dejar la libertad de voluntad en esa integridad" En la tradición tomista, Dios concede la gracia suficiente para la salvación a todos.
Algunos críticos modernos de la doctrina del Infierno (como Marilyn Adams McCord) afirman que, aunque el infierno fuera visto como una decisión en vez de un castigo, no sería razonable para Dios darnos algo tan inconsistente como la responsabilidad de nuestro destino eterno. Así como cualquier padre tomaría las responsabilidades por su hijo de saber que este puede hacerse daño a sí mismo. Este argumento gira en torno a que la seguridad de las personas es más importante que la voluntad de equivocarse.
Jonathan Kvanvig en su libro The Problem of Hell, concuerda en que Dios no permitiría que alguien sea condenado eternamente por una decisión tomada en determinadas condiciones. Se debe anteponer el bienestar del individuo, aunque este sea un adulto completo, si, por ejemplo, la decisión fuera hecha cuando este deprimido o descuidado. Si existe un dios bueno y que todo lo puede, el nos alejará del castigo por decisiones que hagamos en condiciones que no son nuestra responsabilidad, puesto que en esas condiciones, no seríamos los únicos responsables de nuestro comportamiento, sino víctimas de la situación en la que hemos caído y por la que habremos obrado con el juicio nublado. 
Para Kraving, Dios no abandonará a ninguna persona hasta que haya hecho una decisión definitiva en circunstancias favorables, aunque rechace a Dios, Él habrá de respetar una decisión hecha en las circunstancias correctas. Una vez que uno esté consciente y finalmente opte por rechazar a Dios, habrá respetado la autonomía de la persona, y permitirá que esta sea aniquilada. O bien, entenderá que el hecho de tener una opinión diferente a la que el impuso no es por maldad sino por simple resultado de su proceso de pensamiento, que puede ser distinto en cada persona y bajo cada situación. 
El acto de que es preciso creer en Dios, o si no ser objeto de condena eterna o aniquilación, muchas veces es percibida como una táctica para asustar y forzar inevitablemente a alguien a creer en Dios, que parece decir "puedes creer en mí o no, pero de no hacerlo, sufrirás por toda la eternidad en el infierno". El argumento falla en la medida en que por una cuestión de hecho, Dios no dice "puedes creer en mí o no" lo cual entra en conflicto, de nuevo, con el libre albedrío.